# スチーム ライダーズ
『スチーム ライダーズ』は、長澤靖による陶芸作品。東京都知事賞受賞作。蒸気機関で動くバイクとライダーを模った精巧さが話題となった。

## 概要
絵本作家としても活動する長澤靖によって制作され、2024年10月に東京都美術館にて開催された「第53回公募全陶展」に出展された。当作は東京都知事賞を受賞するなど評価をされた。

## 話題
作者の長澤靖は元中学校教諭をしており、過去に教えを受けた生徒がX（旧 Twitter）にて、当作を紹介した。「真面目に壺か皿でもやってたらガラじゃないって笑ってやろうと思ってたのに、相変わらずとゆうか拍車がかかってて、違う意味で大笑いしたわwww」と写真を添えた投稿には、7万件以上のいいねを集めるなど話題となった。